# Neso (Mond)
Neso (auch Neptun XIII) ist der zweitäußerste der bekannten Monde des Planeten Neptun. Er zählt zu Neptuns äußeren retrograden irregulären Monden.

## Entdeckung und Benennung
Neso wurde am 14. August 2002 durch ein Team, bestehend aus Matthew J. Holman, John J. Kavelaars, Tommy Grav, Brett J. Gladman, Wesley C. Fraser, Dan Milisavljevic, Philip D. Nicholson, Joseph A. Burns, Valerio Carruba, Jean-Marc Petit, Philippe Rousselot, Oliver Mousis, Brian G. Marsden und Robert A. Jacobson, auf Aufnahmen vom 14. August 2002 bis zum 30. September 2003 entdeckt.
Die Aufnahmen wurden durch das 4-Meter-Blanco-Teleskop am Cerro Tololo Inter-American Observatory in Chile angefertigt. Mehrere Aufnahmen wurden digital kombiniert, bis der Mond im Gegensatz zu den strichförmigen Sternen punktförmig erschien. Der Mond ging noch vor der Bahnbestimmung zunächst wieder verloren, bis er im August 2003 von demselben Team wiedergefunden wurde. Die Entdeckung wurde am 30. September 2003 bekannt gegeben; der Mond erhielt zunächst die vorläufige Bezeichnung S/2002 N 4.
Am 3. Februar 2007 wurde der Mond dann nach Neso (griechisch für „Insel“), einer der etwa 50 Nereiden – Meeresnymphen aus der griechischen Mythologie –, benannt. Sie sind die schönen Töchter des weisen Greises Nereus, dem Prophetie und ständige Verwandlung nachgesagt wurden, und seiner Gemahlin, der Okeanide Doris.

## Bahneigenschaften

Einordnung in die irregulären Monde

Neso umkreist Neptun auf einer retrograden, hochgradig elliptischen Bahn zwischen 24.400.000 und 72.300.000 km Abstand zu dessen Zentrum (große Bahnhalbachse 48.390.000 km). Die Bahnexzentrizität beträgt 0,495, die Bahn ist 132,6° gegenüber dem Äquator des Neptuns geneigt.
Der Mond weist die größte bekannte Umlaufbahn und die längste Umlaufzeit eines Mondes im Sonnensystem auf; Nesos mittlere Distanz zum Neptun entspricht beinahe der Entfernung des Planeten Merkur von der Sonne, in ihrem Aphel, der maximalen Entfernung zum Zentralkörper, übertrifft sie diese Entfernung sogar deutlich.
Da die beiden äußersten retrograden Monde Psamathe und Neso aufgrund der ähnlichen Inklinationen und der großen Halbachsen eine Gruppe bilden, wird diese nach dem erstentdeckten Mond Neso-Gruppe genannt. Sie entstand wahrscheinlich aus einem einzigen Asteroiden, der von Neptun eingefangen wurde und zerbrach. Die Umlaufbahnen dieser beiden Monde sind für Körper mit retrograder Umlaufbahn nahe am äußersten theoretischen stabilen Abstand zu Neptun.
Die gravitative Einflusszone eines Planeten wird definiert durch seine Hill-Sphäre, die bei Neptun etwa 116.000.000 km beträgt; dies ist die größte aller Körper im Sonnensystem. Man nimmt an, dass Satelliten bis in 67 % (entsprechend 76.300.000 km) dieses Bereiches stabil sind.
Neso umläuft Neptun in 9374 Tagen, das sind etwas mehr als 25 Erdjahre. Der Mond benötigt für seinen Umlauf mehr als doppelt so viel Zeit wie Jupiter für einen Umlauf um die Sonne und beinahe ein Saturnjahr.

## Physikalische Eigenschaften
Das Rückstrahlvermögen wird auf 4 %. geschätzt. Damit wäre die Oberfläche relativ dunkel. Daraus ergibt sich für Neso ein Durchmesser von ca. 60 km. Die Dichte wird auf 1,5 g/cm3 geschätzt. Damit dürfte der Mond zum überwiegenden Teil aus Wassereis zusammengesetzt sein.

## Erforschung
Aufgrund der großen Distanz zu Neptun und der schwachen Helligkeit von 24,6 mag, wurde Neso beim Vorbeiflug von Voyager 2 1989 nicht gefunden. Seit der Entdeckung 2002 konnte Neso nur durch erdgebundene Teleskope beobachtet werden.